# Брага, Агиналдо
Брага де Жезус Агиналдо (порт. Braga de Jesus Aguinaldo; род. 9 августа 1974, Моэда) — бразильский и северомакедонский футболист, выступавший на позиции нападающего.

## Карьера
Начинал свою карьеру в клубе «Америка Минейро». На родине выступал за ряд команд, самой известной из которых являлась «Атлетико Минейро». В 1999 году Брага переехал в бывшую югославскую Республику Македонию, где он с перерывом на поездку в Грецию отыграл больше десяти лет. В 2002 году бразилец принял гражданство страны и стал вызываться в сборную Республики Македонии. За нее он дебютировал 17 апреля 2002 года в товарищеском матче против Финляндии (1:0). Всего за национальную команду натурализованный защитник провел шесть игр.

## Достижения
- Чемпион Македонии (1): 2001/02.
- Обладатель Кубка Македонии (2): 2001/02, 2009/10.